# جون إس. ونايت
جون إس. ونايت (بالإنجليزية: John S. Knight) هو محرر وصحفي ورائد أعمال أمريكي، ولد في 26 أكتوبر 1894 في بلوفيلد في الولايات المتحدة، وتوفي في 16 يونيو 1981 في آكرون في الولايات المتحدة بسبب نوبة قلبية.

## وصلات خارجية
- جون إس. ونايت على موقع الموسوعة البريطانية (الإنجليزية)